# Kyle MacLachlan
Kyle Merritt MacLachlan (22 de fevereiro de 1959, Yakima, Washington) é um ator americano. MacLachlan foi trazido para o cinema por David Lynch como Paul Atreides no filme Duna, de 1984. Estrelou a série Twin Peaks, fenômeno cult dos anos 1990, como o agente Dale Cooper. Seus outros papéis de destaque foram Trey MacDougal em Sex and the City, Orson Hodge em Desperate Housewives e o milionário George van Smoot, o Capitão, na série How I Met Your Mother. 
Em 2017, voltou a interpretar Dale Cooper, no retorno do seriado Twin Peaks. Também dublou Donald Love no game Grand Theft Auto 3. Por Twin Peaks, MacLachlan ganhou o Globo de Ouro de Melhor Ator em Série de Drama (1990) e foi indicado na mesma categoria em 2017. Ele também foi indicado a dois Emmy Awards.

## Biografia
MacLachlan é o mais velho de três irmãos, sua mãe, Catherine (1933-1986), era diretora de relações públicas de um distrito escolar e participava de programas de artes comunitárias. Seu pai, Kent Alan MacLachlan (1933-2011), era corretor e advogado. Seus dois irmãos mais novos se chamam, Craig e Kent Jr. 
Ele se formou na Eisenhower High School em Yakima. Seus pais se divorciaram em seu último ano do ensino médio, em 1977. Em 1982, ele se formou como ator com um bacharelado em teatro, pela Universidade de Washington.
MacLachlan fez sua estréia no cinema em 1984, com o filme Dune, no papel principal. Um agente de elenco e produtor de Dune, Dino de Laurentiis, estava procurando um jovem ator para estrelar o filme, e várias pessoas recomendaram MacLachlan. Depois de vários testes, ele conheceu o diretor David Lynch, e ficou com o papel. Porém, o filme foi um fracasso de bilheteria e crítica. Ele se mudou para Los Angeles em 1985, e fez testes para vários filmes, incluindo Top Gun, mas não conseguiu nenhum papel, eventualmente deixando seu agente, e a Creative Artists Agency. Em 1986, Lynch escalou novamente MacLachlan para o papel principal no filme Blue Velvet, que foi recebido de maneira positiva. 
Em 1990, MacLachlan iria trabalhar novamente com Lynch, dessa vez na série de televisão Twin Peaks, interpretando o agente Dale Cooper. A série foi um sucesso de audiência, tendo um grande impacto na televisão naquela época. Por seu trabalho, MacLachlan ganhou o Globo de Ouro de Melhor Ator em Série de Drama.

## Vida Pessoal
MacLachlan teve um relacionamento com a atriz Laura Dern, de 1985 a 1989, eles se conheceram nas gravações do filme Blue Velvet. Posteriormente, ele esteve em um relacionamento dois anos com Lara Flynn Boyle, sua colega de Twin Peaks. Em 1992, ele começou um relacionamento com a modelo Linda Evangelista, que conheceu em uma sessão de fotos, o relacionamento durou seis anos, terminando em 1998.
Em 2000, ele iniciou um relacionamento com a publicitária Desiree Gruber, dona de uma agência de relações públicas em Nova York e produtora executiva do programa Project Runway. MacLachlan e Gruber, se conheceram quando ele estava em Nova York filmando Sex and the City. Eles se casaram em 20 de abril de 2002. O filho deles, Callum Lyon MacLachlan, nasceu em Los Angeles em 2008.

## Filmografia
| Ano  | Título                                  | Personagem                       |
| ---- | --------------------------------------- | -------------------------------- |
| 1984 | Dune(1984)                              | Paul Atreides                    |
| 1986 | Blue Velvet                             | Jeffrey Beaumont                 |
| 1987 | The Hidden                              | Lloyd Gallagher                  |
| 1990 | Don't Tell Her It's Me                  | Trout                            |
| 1991 | The Doors                               | Ray Manzarek                     |
| 1992 | Where the Day Takes You                 | Ted                              |
| 1992 | Twin Peaks: Fire Walk with Me           | Agente Dale Cooper               |
| 1993 | The Trial (1993)                        | Josef K.                         |
| 1993 | Rich in Love                            | Billy McQueen                    |
| 1994 | The Flintstones                         | Clifford Vandercave              |
| 1994 | Against the Wall                        | Michael Smith                    |
| 1994 | Roswell (filme)                         | Major Jesse Marcel               |
| 1995 | Showgirls                               | Zack Carey                       |
| 1996 | Moonshine Highway                       | Jed Muldoon                      |
| 1996 | Windsor Protocol                        | Sean Dillon                      |
| 1996 | The Trigger Effect                      | Matthew                          |
| 1996 | Mad Dog Time                            | Jake Parker                      |
| 1997 | One Night Stand                         | Vernon                           |
| 1998 | Thunder Point                           | Sean Dillon                      |
| 1998 | Route 9                                 | Booth Parker                     |
| 2000 | XChange                                 | Fisk/Toffler 2                   |
| 2000 | The Spring                              | Dennis Conway                    |
| 2000 | Hamlet (2000)                           | Claudius                         |
| 2000 | Timecode                                | Bunny Drysdale                   |
| 2001 | Me Without You                          | Daniel                           |
| 2001 | Perfume                                 | Empresário                       |
| 2002 | Miranda (2002)                          | Nailor                           |
| 2003 | Northfork                               | Sr. Hope                         |
| 2004 | Touch of Pink                           | Spirit of Cary Grant             |
| 2004 | The Librarian: Quest for the Spear      | Edward Wilde                     |
| 2005 | Mysterious Island                       | Cyrus                            |
| 2006 | Free Jimmy                              | Marius (voz)                     |
| 2008 | Justice League: The New Frontier        | Kal-El/Clark Kent/Superman (Voz) |
| 2008 | The Sisterhood of the Traveling Pants 2 | Bill Kerr                        |
| 2009 | Mao's Last Dancer                       | Charles C. Foster                |
| 2009 | The Smell of Success                    | Jimmy St James                   |
| 2011 | Peace, Love & Misunderstanding          | Mark                             |
| 2013 | Breathe In                              | Peter Sebeck                     |
| 2015 | Inside Out                              | Pai de Riley (voz)               |
| 2018 | Giant Little Ones                       | Franky Winter                    |
| 2018 | The House with a Clock in Its Walls     | Isaac Izard                      |
| 2019 | High Flying Bird                        | David Seton                      |
| 2020 | Tesla                                   | Thomas Edison                    |
| 2020 | Capone                                  | Doctor Karlock                   |
| 2022 | Confess, Fletch                         | Ronald Horan                     |

### Televisão
| Ano       | Título                            | Personagem                           |
| --------- | --------------------------------- | ------------------------------------ |
| 1990–1991 | Twin Peaks                        | Agente Dale Cooper                   |
| 1990      | Saturday Night Live               | Host                                 |
| 1990      | The American Experience           | Narrador                             |
| 1991      | Tales from the Crypt              | Earl Raymond Digs                    |
| 2000–2002 | Sex and the City                  | Trey MacDougal                       |
| 2004      | Law & Order: Special Victims Unit | Dr. Brett Morton                     |
| 2006      | In Justice                        | David Swain                          |
| 2006–2012 | Desperate Housewives              | Orson Hodge                          |
| 2010–2014 | How I Met Your Mother             | George Van Smoot/O Capitão           |
| 2011      | Law & Order: Special Victims Unit | Andrew Raines                        |
| 2011–2018 | Portlandia                        | Mayor                                |
| 2012      | Made in Jersey                    | Donovan Stark                        |
| 2013–2014 | The Good Wife                     | Josh Perotti                         |
| 2014      | Believe                           | Roman Skouras                        |
| 2014–2015 | Agents of S.H.I.E.L.D.            | Calvin L. Johnson / O Doutor         |
| 2017      | Twin Peaks                        | Agente Dale Cooper                   |
| 2018      | American Dad!                     | Del (Voz)                            |
| 2019-2020 | Carol's Second Act                | Dr. Frost                            |
| 2020      | Atlantic Crossing                 | Presidente Franklin Delano Roosevelt |
| 2024      | Fallout                           | Hank MacLean                         |

## Prêmios e Indicações

#### Emmy Awards
| Ano  | Categoria                      | Indicação  | Notas    |
| ---- | ------------------------------ | ---------- | -------- |
| 1990 | Melhor Ator em Série Dramática | Twin Peaks | Indicado |
| 1991 | Melhor Ator em Série Dramática | Twin Peaks | Indicado |

#### Globo de Ouro
| Ano  | Categoria                              | Indicação  | Notas    |
| ---- | -------------------------------------- | ---------- | -------- |
| 1991 | Melhor Ator em Série Dramática         | Twin Peaks | Venceu   |
| 2018 | Melhor Ator em Minissérie ou Telefilme | Twin Peaks | Indicado |

#### SAG Awards
| Ano  | Categoria                         | Indicação            | Notas    |
| ---- | --------------------------------- | -------------------- | -------- |
| 2007 | Melhor Elenco em Série de Comédia | Desperate Housewives | Indicado |
| 2008 | Melhor Elenco em Série de Comédia | Desperate Housewives | Indicado |
| 2009 | Melhor Elenco em Série de Comédia | Desperate Housewives | Indicado |